# Astacilla intermedia
Astacilla intermedia är en kräftdjursart som först beskrevs av Harry D.S. Goodsir 1841.  Astacilla intermedia ingår i släktet Astacilla och familjen Arcturidae. Arten är reproducerande i Sverige. Inga underarter finns listade i Catalogue of Life.